# Rosalie van der Hoek
| Posities op de WTA-ranglijst Positie per einde seizoen: \| jaar \| rang enkelspel \| rang dubbelspel \| \| ---- \| -------------- \| --------------- \| \| 2012 \| – \| 660 \| \| 2013 \| 1176 \| 535 \| \| 2014 \| 971 \| 582 \| \| 2015 \| – \| 376 \| \| 2016 \| 849 \| 332 \| \| 2017 \| – \| 353 \| \| 2018 \| 965 \| 266 \| \| 2019 \| – \| 147 \| \| 2020 \| – \| 114 \| \| 2021 \| – \| 88 \| |                |                 |
| jaar | rang enkelspel | rang dubbelspel |
| 2012 | –              | 660             |
| 2013 | 1176           | 535             |
| 2014 | 971            | 582             |
| 2015 | –              | 376             |
| 2016 | 849            | 332             |
| 2017 | –              | 353             |
| 2018 | 965            | 266             |
| 2019 | –              | 147             |
| 2020 | –              | 114             |
| 2021 | –              | 88              |

Rosalie van der Hoek (16 december 1994) is een tennisspeelster uit Nederland. Van der Hoek begon met tennis toen zij zeven jaar oud was. Haar favoriete ondergrond is gravel. Zij speelt linkshandig en heeft een tweehandige backhand.

## Loopbaan

### Enkelspel
Van der Hoek debuteerde in 2009 op het ITF-toernooi van Rotterdam (Nederland). Zij was weinig actief in het enkelspel. Haar beste resultaat is het bereiken van de kwartfinale op het ITF-toernooi van Dublin in 2017.

### Dubbelspel
Van der Hoek behaalde in het dubbelspel betere resultaten dan in het enkelspel. Zij debuteerde in 2009 op het ITF-toernooi van Rotterdam (Nederland), samen met de Belgische Ysaline Bonaventure. Zij stond in 2012 voor het eerst in een finale, op het ITF-toernooi van Iraklion (Griekenland), samen met landgenote Valeria Podda – zij verloren van het Franse duo Manon Arcangioli en Laëtitia Sarrazin. In 2013 veroverde Van der Hoek haar eerste titel, op het ITF-toernooi van Iraklion (Griekenland), samen met de Australische Alexandra Nancarrow, door het duo Nozomi Fujioka en Tanaporn Thongsing te verslaan. Tot op heden(augustus 2022) won zij 30 ITF-titels, de meest recente in 2022 in Surbiton (VK), haar eerste titel in de categorie $100k.
In 2017 speelde Van der Hoek voor het eerst op een WTA-hoofdtoernooi, op het toernooi van Bol, samen met de Tsjechische Kateřina Kramperová. Aan de zijde van Demi Schuurs won zij in 2017 het Nederlands kampioenschap in het dubbelspel. Op het WTA-toernooi van Båstad 2019 bereikte zij de halve finale, met de Roemeense Elena Bogdan aan haar zijde.
Van der Hoek had haar grandslamdebuut op het Australian Open 2021, samen met de Amerikaanse Bernarda Pera – zij bereikte er de derde ronde, waarmee zij binnenkwam op de top 100 van de wereldranglijst. Later dat jaar stond Van der Hoek voor het eerst in een WTA-finale, op het toernooi van Hamburg, samen met de Australische Astra Sharma – zij verloren van het koppel Jasmine Paolini en Jil Teichmann.
Haar hoogste notering op de WTA-ranglijst is de 83e plaats, die zij bereikte in oktober 2021.

## Resultaten grandslamtoernooien
| Legenda | Legenda                          |
| ------- | -------------------------------- |
| g.t.    | geen toernooi gehouden           |
| l.c.    | lagere categorie                 |
| –       | niet deelgenomen                 |
| G       | uitgeschakeld in de groepsfase   |
| 1R      | uitgeschakeld in de eerste ronde |
| 2R      | uitgeschakeld in de tweede ronde |
| 3R      | uitgeschakeld in de derde ronde  |
| 4R      | uitgeschakeld in de vierde ronde |
| KF      | uitgeschakeld in de kwartfinale  |
| HF      | uitgeschakeld in de halve finale |
| F       | de finale verloren               |
| W       | het toernooi gewonnen            |
| w-v     | winst/verlies-balans             |

### Enkelspel
geen deelname

### Vrouwendubbelspel
| toernooi        | 2021 |
| --------------- | ---- |
| Australian Open | 3R   |
| Roland Garros   | 1R   |
| Wimbledon       | 1R   |
| US Open         | 1R   |

## Palmares

### WTA-finaleplaatsen enkelspel
geen

### WTA-finaleplaatsen vrouwendubbelspel
| nr.              | finale     | toernooi    | ondergrond | partner      | tegenstandsters                | score            |         |
| ---------------- | ---------- | ----------- | ---------- | ------------ | ------------------------------ | ---------------- | ------- |
| gewonnen finales |            |             |            |              |                                |                  |         |
| geen             |            |             |            |              |                                |                  |         |
| verloren finales |            |             |            |              |                                |                  |         |
| 1.               | 2021-07-11 | WTA Hamburg | gravel     | Astra Sharma | Jasmine Paolini Jil Teichmann  | 0-6, 4-6         | details |
| 2.               | 2022-08-27 | WTA Granby  | hardcourt  | Harriet Dart | Alicia Barnett Olivia Nicholls | 7-5, 3-6, [1-10] | details |

### Gewonnen ITF-toernooien enkelspel
geen

### Gewonnen ITF-toernooien dubbelspel
| nr. | finale     | toernooi        | dotatie   | ondergrond    | partner                    | tegenstandsters in finale                     | score             |
| --- | ---------- | --------------- | --------- | ------------- | -------------------------- | --------------------------------------------- | ----------------- |
| 01. | 2013-10-20 | Iraklion        | $ 10.000  | tapijt        | Alexandra Nancarrow        | Nozomi Fujioka Tanaporn Thongsing             | 6-3, 4-6, [10-7]  |
| 02. | 2013-10-27 | Iraklion        | $ 10.000  | tapijt        | Mandy Wagemaker            | Dominika Paterová Nikola Schweinerová         | 3-6, 6-0, [10-6]  |
| 03. | 2014-04-27 | Pula            | $ 10.000  | gravel        | Jeļena Ostapenko           | Yvonne Cavallé Reimers Olga Sáez Larra        | 6-1, 2-6, [10-6]  |
| 04. | 2014-12-14 | Sharm-el-Sheikh | $ 10.000  | hardcourt     | Eden Silva                 | Alexandra Grinchishina Ekaterina Klyueva      | 6-4, 2-6, [10-5]  |
| 05. | 2015-05-10 | Mytilini        | $ 10.000  | hardcourt     | Valentini Grammatikopoulou | Yoshimi Kawasaki Daiana Negreanu              | 6-4, 6-3          |
| 06. | 2015-06-21 | Grand-Baie      | $ 10.000  | hardcourt     | Marie Bouzková             | Ilze Hattingh Madrie Le Roux                  | 6-3, 7-5          |
| 07. | 2015-07-10 | Amstelveen      | $ 10.000  | hardcourt     | Janneke Wikkerink          | Tina Tehrani Mandy Wagemaker                  | 6-2, 6-1          |
| 08. | 2015-08-02 | Savitaipale     | $ 10.000  | gravel        | Dea Herdželaš              | Nora Niedmers Hélène Scholsen                 | 7-6, 7-5          |
| 09. | 2015-08-22 | Las Palmas      | $ 10.000  | gravel        | Chayenne Ewijk             | Marta González Encinas Estela Pérez Somarriba | 7-6, 6-0          |
| 10. | 2015-08-29 | Rotterdam       | $ 10.000  | gravel        | Kelly Versteeg             | Katharina Hering Karin Kennel                 | 6-7, 6-1, [10-5]  |
| 11. | 2016-01-23 | Petit-Bourg     | $ 10.000  | hardcourt     | Kelly Versteeg             | Jaqueline Cristian Gaia Sanesi                | 7-6, 6-1          |
| 12. | 2016-03-18 | Nanjing         | $ 10.000  | hardcourt     | Chayenne Ewijk             | Kseniia Bekker Lidzija Marozava               | 6-4, 6-2          |
| 13. | 2016-04-15 | Dijon           | $ 10.000  | hardcourt (i) | Chayenne Ewijk             | Manon Peral Maud Vigne                        | 6-2, 6-0          |
| 14. | 2016-06-26 | Grand-Baie      | $ 10.000  | hardcourt     | Chayenne Ewijk             | Kyra Shroff Dhruthi Tatachar Venugopal        | 6-3, 6-3          |
| 15. | 2016-07-23 | Don Benito      | $ 10.000  | hardcourt     | Chayenne Ewijk             | Arabela Fernández Rabener Jana Sizikova       | 7-5, 6-2          |
| 16. | 2016-09-16 | Pétange         | $ 10.000  | hardcourt (i) | Chayenne Ewijk             | Justyna Jegiołka Magali Kempen                | 7-6, 6-3          |
| 17. | 2016-10-15 | Lagos           | $ 25.000  | hardcourt     | Chayenne Ewijk             | Valentini Grammatikopoulou Prarthana Thombare | 6-3, 7-5          |
| 18. | 2016-11-05 | Oslo            | $ 10.000  | hardcourt (i) | Chayenne Ewijk             | Karen Barritza Michaela Hončová               | 6-4, 6-4          |
| 19. | 2017-06-25 | Alkmaar         | $ 15.000  | gravel        | Sally Peers                | Svjatlana Pirazjenka Erika Vogelsang          | 6-3, 6-1          |
| 20. | 2017-07-16 | Amstelveen      | $ 15.000  | gravel        | Dasha Ivanova              | Emily Arbuthnott Belinda Woolcock             | 6-4, 6-4          |
| 21. | 2017-07-29 | Dublin          | $ 15.000  | tapijt        | Giorgia Marchetti          | Emily Appleton Quinn Gleason                  | 7-5, 6-4          |
| 22. | 2017-11-04 | Pétange         | $ 15.000  | hardcourt (i) | Chayenne Ewijk             | Priscilla Heise Déborah Kerfs                 | 6-2, 4-6, [10-8]  |
| 23. | 2018-03-09 | Bhopal          | $ 15.000  | hardcourt     | Kanika Vaidya              | Tereza Mihalíková Ana Veselinović             | 1-2, opg.         |
| 24. | 2018-04-28 | Pula            | $ 25.000  | gravel        | Naiktha Bains              | Viktorija Kan Maria Zotova                    | 6-2, 6-2          |
| 25. | 2018-10-13 | Lagos           | $ 25.000  | hardcourt     | Julia Terziyska            | Merel Hoedt Noa Liauw a Fong                  | 6-4, 6-4          |
| 26. | 2019-02-23 | Altenkirchen    | $ 25.000  | tapijt (i)    | Cristina Bucșa             | Marie Benoît Katarzyna Piter                  | 5-7, 6-3, [12-10] |
| 27. | 2019-04-14 | Istanbul        | $ 60.000  | hardcourt     | Marie Bouzková             | Ilona Kremen Iryna Sjymanovitsj               | 7-5, 6-7, [10-5]  |
| 28. | 2020-01-19 | Malibu          | $ 25.000  | hardcourt     | Laura Pigossi              | Astrid Wanja Brune Olsen Anastasia Iamachkine | 6-4, 7-6          |
| 29. | 2020-01-26 | Petit-Bourg     | $ 25.000  | hardcourt     | Laura Pigossi              | Mylène Halemai Manon Léonard                  | 6-2, 6-1          |
| 30. | 2022-06-05 | Surbiton        | $ 100.000 | gras          | Ingrid Neel                | Fernanda Contreras Catherine Harrison         | 6-3, 6-3          |